# Маразліївська вулиця
Маразлі́ївська ву́лиця (колишні назви: Е́нгельса (1944—1991, 1920—1941), Маразлі́ (1899—1920), Миха́йлівська (1864— ?), Нова́ (1828—1864, ? — 1899)) — вулиця у Приморському районі міста Одеси. Вулиця починається з пров. Дмитра Лесича та закінчується перетином з вулицею Базарною.

## Історія перейменувань

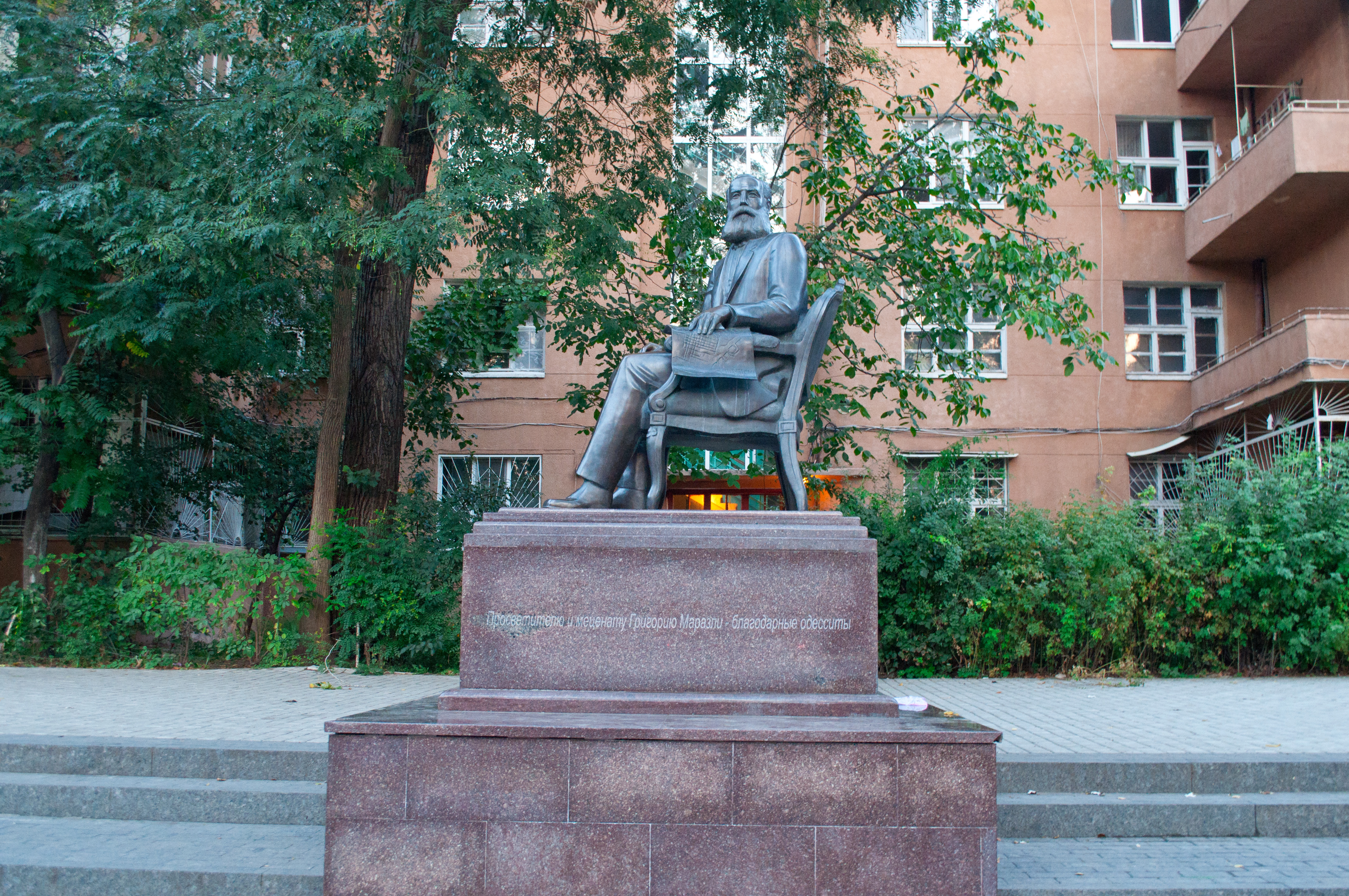
Пам'ятник Григорію Маразлі перед будинком 1а, напроти початку вулиці Троїцької

Вулиця закладена у 1828 році під назвою вул. Нова — прокладена від провулку Дмитра Лесича до вулиці Новорибної, але квартал між Базарною, Леонтовича, Великою Арнаутською та Канатною вулицями розподіляв її на дві окремі частини із спільною нумерацією. На межі ХІХ — ХХ ст. південний відрізок став окремою вулицею, нині — вулиця В'ячеслава Чорновола.
27 жовтня 1864 року за старим стилем вулиця дістає нову назву — Михайлівська, в ім'я Михайлівської церкви, що знаходилась на цій вулиці (у 1930 церкву зруйнували більшовики і на її місці в 1931 році збудували житловий будинок для співробітників НКВС (будинок № 1а)). Однак у адресних книгах 1875, 1884 та пізніших вулиця знову має назву Нова.
23.11.1895 за старим стилем імператор затвердив перейменування частини Нової вулиці від початку її до Базарної вулиці у вулицю Маразлі на честь міського голови Григорія Маразлі, однак фактичне перейменування сталося лише 23 листопада 1899 року, тоді вулиця отримала назву Маразліївська. Нижній відрізок вулиці від Великої Арнаутської вулиці тоді зберіг назву Нова вулиця, і отримав власну нумерацію. З того часу нижній відрізок вулиці має власну історію перейменувань.
За радянських часів вулиця дістала назву Енгельса (з 30 квітня 1920 року). Назва «Маразліївська» поверталася вулиці двічі: 19 листопада 1941 року (але після 14 квітня 1944 року була повернена назва «Енгельса») та 20 вересня 1991 року.

## Історія забудови
На плані міста 1854 року верхня частина вулиці від Базарної мала лише забудову до Троїцької вулиці, а вище квартали не доходили, власне до самої Маразліївської вулиці, а виходили лише на Канатну. На плані 1875 року квартали вище Троїцької вулиці були вже продовжені до Маразліївської вулиці, але забудовані були лише частково. Кожен квартал вулиці мав свій номер:
- LII Бульварної поліцейської ділянки — Маразліївська, Сабанський пров., Канатна, пров. Нахімова
- LIII Бульварної поліцейської ділянки — Маразліївська, Троїцька, Канатна, Сабанський пров.
- II Олександрівської поліцейської частини — Маразліївська, Успенська, Канатна, Троїцька
- III Олександрівської поліцейської частини — Маразліївська, Базарна, Канатна, Успенська
- VI Олександрівської поліцейської частини — Маразліївська, Успенська, Леонтовича, Базарна

Однією з самих старих споруд вулиці можна вважати Михайлівську церкву, що була побудована за ініціативою місцевих жителів у 1828 році, вона була розташована навпроти початку Троїцької вулиці, у 1844 році біля даної церкви виник жіночий Архангело-Михайлівський монастир.
Найбільш рання забудова існувала у кварталах Олександрівської полицейської частини. У кварталах бульварної поліцейської частини LII та LII у 1875 році забудовані були лише південні частини цих кварталів, це сучасні ділянки № 20 — 32 та 44 — 50. У верхній половині кварталу LII розміщувалась величезна ділянка Меєндорфа, аналогічне місце у кварталі LI займало володіння Тройницького. У 1890-х роках ділянки у верхніх частинах цих кварталів почали розпродаватися.
Рання історія забудови у нинішні часи є погано дослідженою, дати спорудження багатьох будинків є невідомими. У 1883 році було перебудовано інженером Д. В. Тележинським будинок Ф. Гижицького на Маразліївській вул., 26 (тоді мав № 8). У 1887 році А. Е. Меснер спорудив будинок Бродського на Маразліївській, 6, а Л. Л. Влодек будинок Нікіфорова на Успенській вул., 21 (раніше мав № і по Маразліївській). У 1890 році О. Й. Бернардацці спорудив будинок інженера Озмідова на Маразліївській, 32 (але Озмідов мешкав на даній ділянці і раніше). У 1893 було споруджено А. Е. Шейнсом флігель М. Асвадурова на Маразліївській, 28.
У 1890-х було споруджено будинки: Вітмана № 12 (арх. О. Й. Бернардацці), Мортона № 16 (арх. Д. Є. Мазиров).
У 1899 році було споруджено будинки: Посиліної № 1 (інж. С. А. Бартоліч), Я. І. Грінчака № 7 (арх. К. М. Попов), перебудовано будинки: Сінадіно № 32 (арх. Ю. М. Дмитренко), Кефали № 44. На початку 1900-х років споруджується будинок Манжелей № 2 та Штемпель № 8, перебудовуюється для Я. Менделевича колишній будинок Асвадурова (арх. В. І. Прохаска). У 1901 році — будинок І. І. Гена (арх. В. М. Кабіольський). У 1902 році — будинки Луцького № 2 (арх. М. І. Лінецький), Бєліковича № 5 (арх. Д. Є. Мазиров) та Петрової № 38 (арх. Влодек Л. Л.), у 1905 р. — будинок М. Менделевича № 14а (арх. М. І. Лінецький), у 1908 році — будинок Р. В. Вассала № 40а (арх. А. Б. Мінкус), у 1908–1909 — будинок та флігель Л. К. Гойнінген-Гюно № 40б, у 1910 — флігель Половинської № 48, у 1912 — флігель Петрової № 38 (арх. А. Б. Мінкус), у 1913 — будинки Наума № 14б (інж. Я. С. Гольденберг) та Маргуліса (інж. Ф. Л. Паппе), флігель братів Мотронових № 3 (інж. Ф. Е. Кюнер). У 1914 році почали будувати Селянський поземельний банк на Маразліївській, 34а (арх. Ю. М. Дмитренко).
У 1926 році внутрішньої перебудови для Радторгфлоту зазнав колишній будинок Вітмана № 12 (арх. П. Н. Діденко). У 1928 році було споруджено сараї на подвір'ї колишнього будинку Гойнінген-Гюно на Маразліївській вул., 40б.
У міжвоєнний період Михайлівську церкву було розібрано для будівництва величезної будівлі НКВС, яку було споруджено впродовж травня — листопада 1931 року, про що свідчить надпис на фасаді. Також у 1930-х було зведено флігель на Маразліївській вул., 10.
У міжвоєнні часи у будинку № 40б було розташовано НКВС. Під час Другої Світової війни, коли місто зайняли румунські війська, у будинку розмістилася румунська розвідка (сіґуранца). Але у будинку радянськими діверсантами було попередньо закладено вибухівку. 22 жовтня 1941 будинок було підірвано за допомогою радіосигналу з Севастополя. Були не лише зруйновані будинок та флігель № 40б, але й сусідні будівлі № 40а (належала Вассалу) та № 42 (належала Слешинській). У відповідь було розстріляно купу людей.
Після війни на місці зруйнованих будинків № 40а, 40б та № 42 у 1957 році було закінчено спорудження будівлі Морехідного училища технічного флоту (арх. Л. М. Наркевич), яке отримало адресу вул. Енгельса, 40-42.
У 1980-х через поганий стан було розібрано колишній будинок Сінадіно на Маразліївській, 32. У 1995 — 1997 на його місці за проєктом «Архпроект-МДМ» було споруджено багатоповерховий житловий будинок з певними елементами оздоблення, подібними до попередньої споруди.
У 2005–2008 роках на Маразліївській, 64 було споруджено житловий комплекс «Патрицій» (арх. О. Д. Голованов).
29 березня 2008 з нижньої частини Грецької площі до майданчика перед будинком НКВС навпроти початку Троїцької вулиці було перенесено пам'ятник міському голові Григорію Григоровичу Маразлі.
В березні 2021 року міське керівництво ухвалило рішення про початок робіт з реставрації трьох будинків-пам'яток по вулиці Маразліївській: № 28, 36, 38.

## Галерея

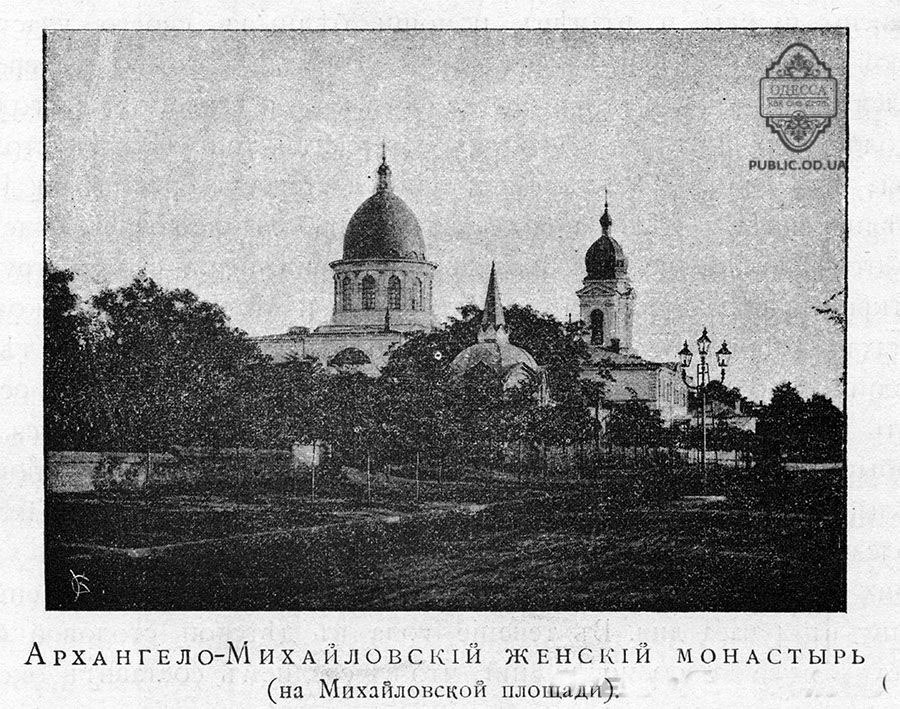
Михайлівська церква (на місці будинку № 1а)
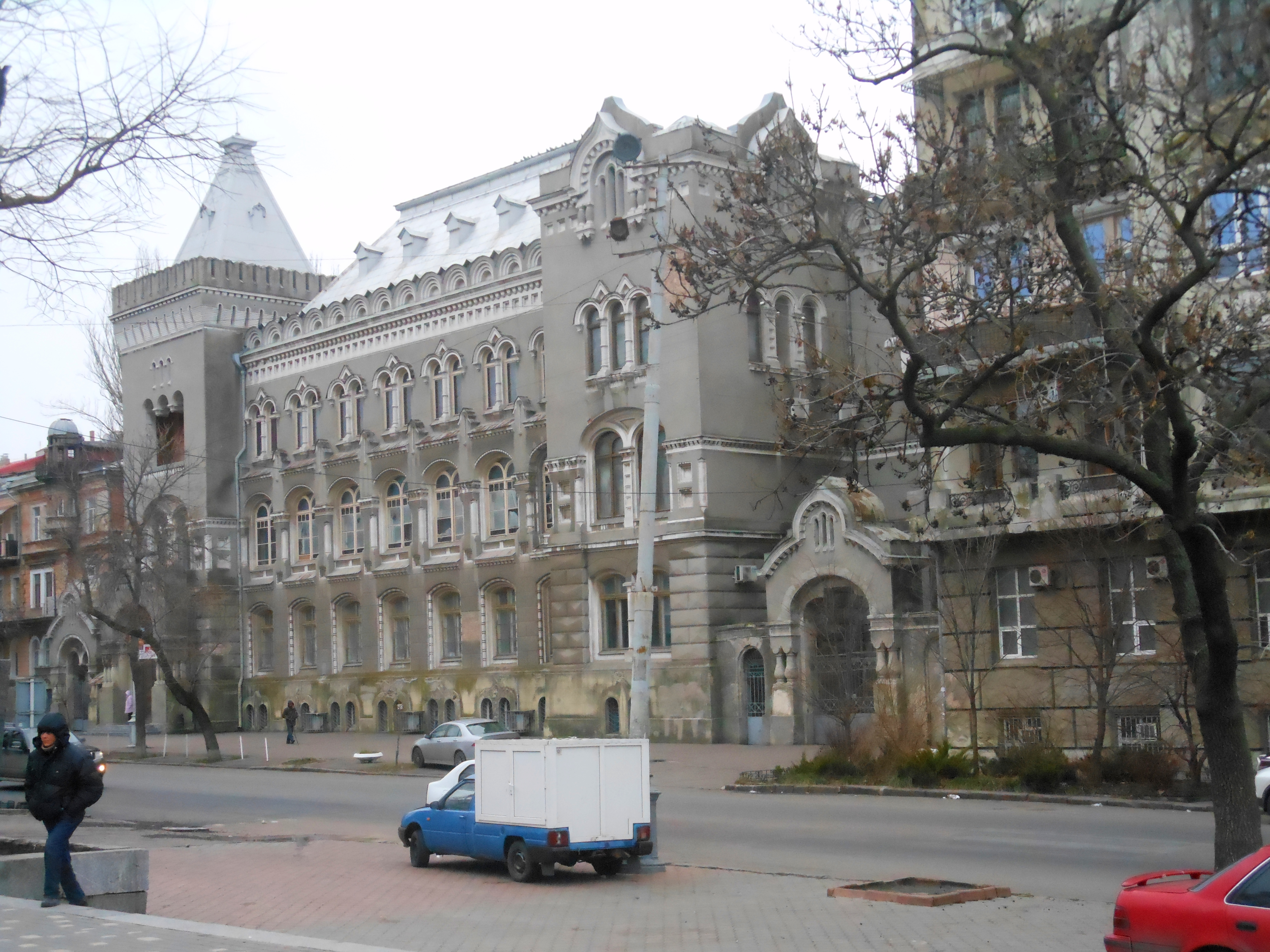
Будівля Селянського банку, Маразліївська, 34а

## В літературі
Вулиці Маразліївській присвячена повість Рафаеля Гругмана, «ОДЕССА. МАРАЗЛИЕВСКАЯ, 5» в книзі «Боря, выйди с моря». — Одеса, 1995, друге видання «Боря, выйди с моря-2. Одесские рассказы»  [Архівовано 23 вересня 2020 у Wayback Machine.]— Москва, 2019.